# Evangelos Gerakakis
Evangelos Gerakakis (griechisch Ευάγγελος Γερακάκης, auch Evangelos Gerakeris, Ευάγγελος Γερακέρης; * 1871 in Chania, Kreta oder in Chalkida, Euböa; † 1913 in Athen) war ein griechischer Leichtathlet und Bäcker.

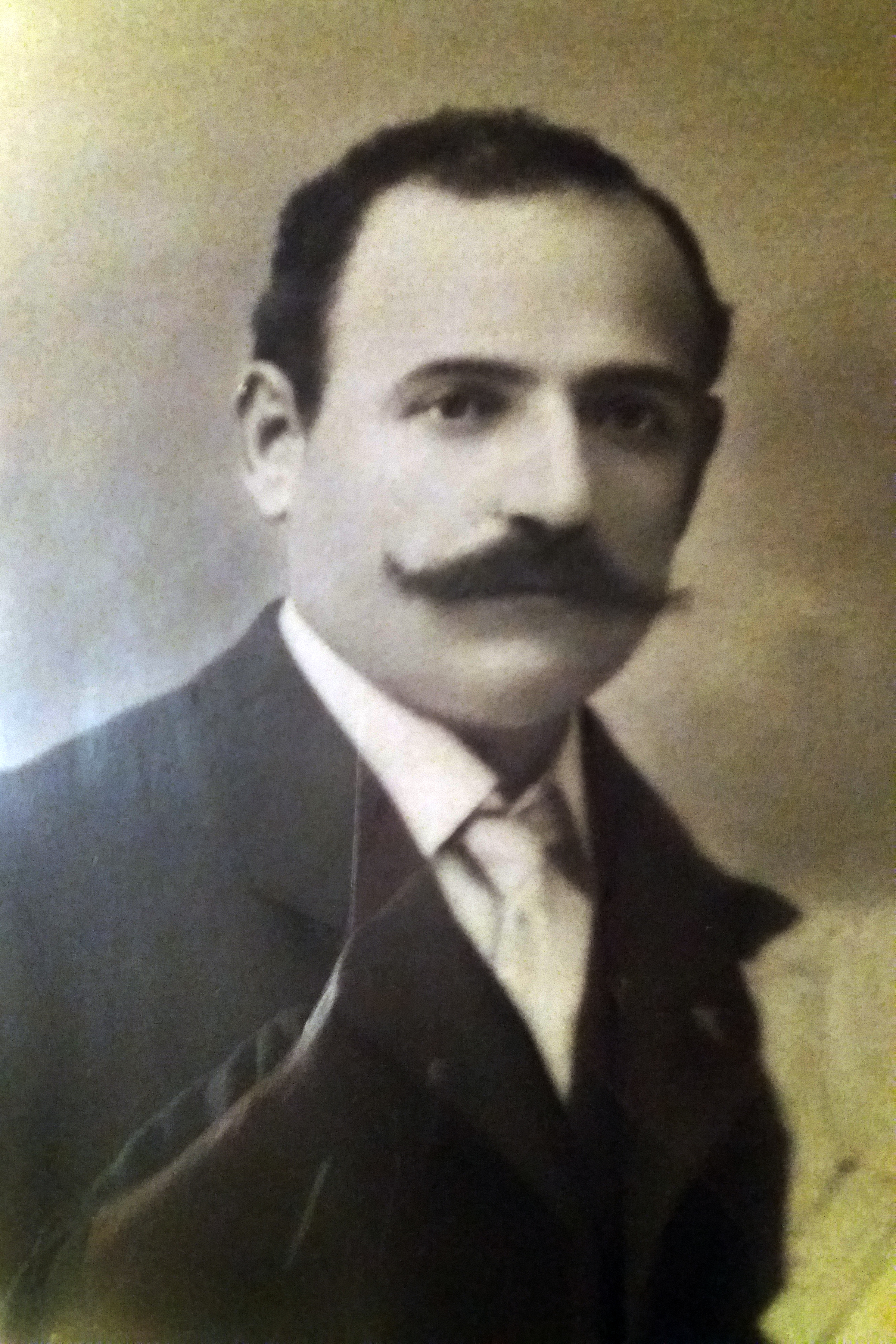
Evangelos Gerakakis

Gerakakis nahm an den Olympischen Sommerspielen 1896 in Athen teil. Er wurde beim Marathonlauf hinter fünf griechischen Landsmännern und dem Ungarn Gyula Kellner Siebter. Seine Laufzeit ist unbekannt. Er war einer der neun Athleten, die den Marathonlauf beendeten.
Er war Mitbegründer der historischen griechischen Konditorei Tsitas - Gebr. Gerakakis (Ζαχαροπλαστείο Τσίτας).